# Steve Hytner

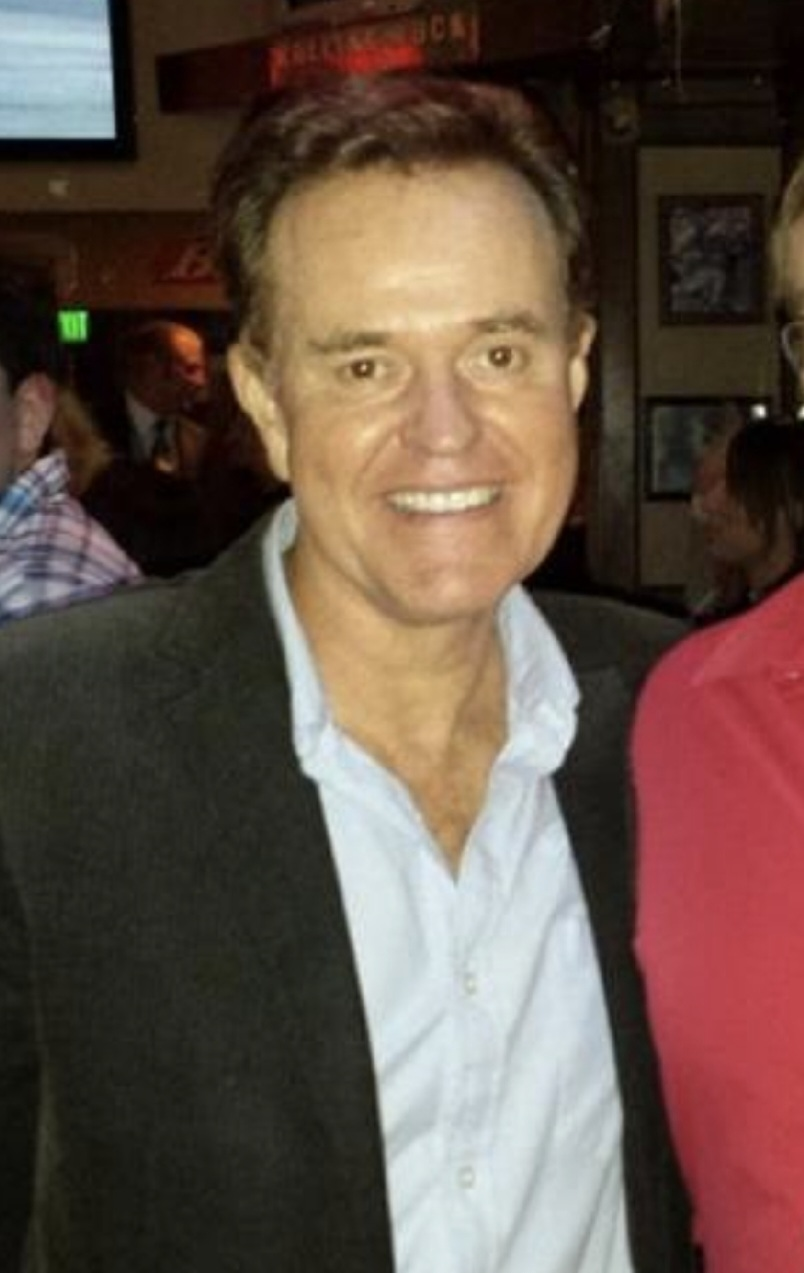
Steve Hytner (2013)

Steve Arthur Hytner (* 28. September 1959) ist ein US-amerikanischer Schauspieler. Bekannt wurde er durch die Rolle des Kenny Bania aus der Sitcom Seinfeld.

## Leben
Hytner besuchte zusammen mit den Schauspielern Patricia Charbonneau und Steve Buscemi die Valley Stream Central High School in New York. Er hatte zahlreiche Auftritte, darunter in Serien wie Raven blickt durch, Dharma & Greg und Mike & Molly. Im Jahr 2006 hatte er einen Auftritt in den Film Bachelor Party Vegas.

## Filmografie (Auswahl)

### Filme
- 1990: Ski Academy
- 1991: The 100 Lives of Black Jack Savage (Fernsehfilm)
- 1991: Die blonde Versuchung (The Marrying Man)
- 1993: In the Line of Fire: Die zweite Chance (In the Line of Fire)
- 1994: Midnight Run – Lauf um dein Leben, Jack Walsh (Midnight Run for Your Life, Fernsehfilm)
- 1994: Shadow und der Fluch des Khan (The Shadow)
- 1995: God’s Army – Die letzte Schlacht (The Prophecy)
- 1995: Down, Out & Dangerous (Fernsehfilm)
- 1997: Im Körper des Feindes (Face/Off)
- 1998: God’s Army II – Die Prophezeiung (The Prophecy II)
- 1999: Auf die stürmische Art (Forces of Nature)
- 1999: Liebe? Lieber nicht! (Love Stinks)
- 2000: God’s Army III – Die Entscheidung (The Prophecy III: The Ascent)
- 2001: Air Rage – Terror in 30.000 Feet
- 2002: Would I Lie to You?
- 2003: 3 Engel für Charlie – Volle Power (Charlie’s Angels: Full Throttle)
- 2003: Die Geistervilla (The Haunted Mansion)
- 2004: Eurotrip
- 2004: D.O.T.S. (Fernsehfilm)
- 2005: Junior Pilot
- 2006: Bachelor Party Vegas
- 2007: Totally Baked
- 2008: Man Maid
- 2008: Soccer Mom
- 2009: Tom Cool
- 2010: Darnell Dawkins: Mouth Guitar Legend
- 2011: About Fifty
- 2012: Should’ve Been Romeo
- 2012: Fred 3: Camp Fred
- 2013: The Garcias Have Landed (Fernsehfilm)
- 2016: Bad Vegan and the Teleportation Machine
- 2019: Extracurricular Activities

### Serien
- 1991: Die 100 Leben des Black Jack Savage (The 100 Lives of Black Jack Savage, Fernsehserie, 7 Episoden)
- 1992: Golden Palace (The Golden Palace, Fernsehserie, Episode 1x05)
- 1992–1993: 4x Herman (Herman’s Head, Fernsehserie, 3 Episoden)
- 1993: Der Polizeichef – Eis im Blut (The Commish, Fernsehserie, Episode 2x12)
- 1993: Black Tie Affair (Fernsehserie, 2 Episoden)
- 1993: Akte X – Die unheimlichen Fälle des FBI (The X Files, Fernsehserie, Episode 1x08)
- 1994: Hardball (Fernsehserie, 9 Episoden)
- 1994–1998: Seinfeld (Fernsehserie, 6 Episoden)
- 1995: Ein Strauß Töchter (Sisters, Fernsehserie, Episode 6x07)
- 1995: Ein Single kommt immer allein (The Single Guy, Fernsehserie, Episode 1x10)
- 1995: The Jeff Foxworthy Show (Fernsehserie, 5 Episoden)
- 1996: Wer ist hier der Cop? (Hudson Street, Fernsehserie, Episode 1x17)
- 1996: Space 2063 (Fernsehserie, Episode 1x17)
- 1996: Immer Ärger mit Dave (Dave’s World, Fernsehserie, Episode 4x03)
- 1996: Superman – Die Abenteuer von Lois & Clark (Lois & Clark: The New Adventures of Superman, Fernsehserie, Episode 4x08)
- 1996: Ned & Stacey (Fernsehserie, Episode 2x03)
- 1997: Mit Herz und Scherz (Coach, Fernsehserie, Episode 9x13)
- 1997–1999: Die lieben Kollegen (Working, Fernsehserie, 38 Episoden)
- 1999–2000: Roswell (Fernsehserie, 7 Episoden)
- 2000: Friends (Fernsehserie, Episode 6x24)
- 2001: Dead Last (Fernsehserie, Episode 1x09)
- 2001: Dharma & Greg (Fernsehserie, Episode 5x12)
- 2002: CSI: Vegas (Fernsehserie, Episode 2x20)
- 2002: Presidio Med (Fernsehserie, Episode 1x06)
- 2003: Birds of Prey (Fernsehserie, 2 Episoden)
- 2002–2003: King of Queens (Fernsehserie, 2 Episoden)
- 2004: George Lopez (Fernsehserie, Episode 3x15)
- 2004: I’m with Her (Fernsehserie, Episode 1x17)
- 2005: CSI: New York (Fernsehserie, Episode 1x12)
- 2006: Hotel Zack & Cody (Fernsehserie, Episode 1x25)
- 2006–2007: Raven blickt durch (That’s So Raven, Fernsehserie, 2 Episoden)
- 2007: Raines (Fernsehserie, Episode 1x03)
- 2007: Hustle – Unehrlich währt am längsten (Hustle, Fernsehserie, Episode 4x01)
- 2007: The Bill Engvall Show (Fernsehserie, 7 Episoden)
- 2007: Pushing Daisies (Fernsehserie, Episode 1x08)
- 2007: Boston Legal (Fernsehserie, Episode 4x09)
- 2008: Happy Hour (Fernsehserie, Episode 1x09)
- 2009: Eli Stone (Fernsehserie, Episode 2x12)
- 2009: Hung – Um Längen besser (Hung, Fernsehserie, 5 Episoden)
- 2009: Lass es, Larry! (Curb Your Enthusiasm, Fernsehserie, Episode 7x09)
- 2009: Eastwick (Fernsehserie, 3 Episoden)
- 2009–2010: Two and a Half Men (Fernsehserie, 2 Episoden)
- 2009–2010: Sonny Munroe (Sonny with a Chance, Fernsehserie, 3 Episoden)
- 2011: Meine Schwester Charlie (Good Luck Charlie, Fernsehserie, Episode 1x24)
- 2011: Chaos (Fernsehserie, Episode 1x07)
- 2011: Mike & Molly (Fernsehserie, Episode 2x06)
- 2012: Fred: The Show (Fernsehserie, 2 Episoden)
- 2013: Family Tools (The Family Tools, Fernsehserie, Episode 1x06)
- 2013: The (206) (Fernsehserie, Episode 1x08)
- 2014: Modern Family (Fernsehserie, Episode 5x23)
- 2015: iZombie (Fernsehserie, Episode 2x05)
- 2018: The Mayor (Fernsehserie, Episode 1x13)
- 2018: Speechless (Fernsehserie, Episode 3x08)
- 2019: Die Goldbergs (The Goldbergs, Fernsehserie, Episode 6x18)
- 2019: Silicon Valley (Fernsehserie, Episode 6x05)

## Synchronrollen

### Serien
- 1998: Hercules (Fernsehserie, Episode 1x24) als Rooster
- 2000: Captain Buzz Lightyear – Star Command (Buzz Lightyear of Star Command, Fernsehserie, 2 Episoden) als Ty Parsec und Wirewolf
- 2001: Clerks – Die Ladenhüter (Clerks, Fernsehserie, Episode 1x05) als Schiedsrichter
- 2011: The Looney Tunes Show (Fernsehserie, Episode 1x13) als Terry Delgado
- 2021: Ten Year Old Tom (Fernsehserie, Episode 1x04) als diverse Rollen
- 2022: Solar Opposites (Fernsehserie, Episode 3x08) als diverse Rollen